# Unitat perifèrica de Pieria
La unitat perifèrica de Pieria (en grec: Nομός Πιερίας) és una unitat perifèrica grega de Macedònia Central. La capital és Katerini. Correspon a l'antiga prefectura de Pieria.

## Municipis
| Municipi         | Codi YPES | Capital         | Codi postal | Prefix tel.       |
| ---------------- | --------- | --------------- | ----------- | ----------------- |
| Aiginio          | 4201      | -               | 603 00      | 23530-2           |
| Dio              | 4203      | Kontariotissa   | 601 00      | 23510-51          |
| Olimpos de l'est | 4202      | Leptokaria      | 600 63      | 23520-3           |
| Elafina          | 4204      | Palaio Keramidi | 601 00      | 23510-92          |
| Katerini         | 4205      | -               | 601 00      | 23510-2 through 7 |
| Kolindros        | 4206      | -               | 600 61      | 23530-3           |
| Korinos          | 4207      | -               | 600 62      | 23510-41          |
| Litokhoro        | 4208      | -               | 602 00      | 23520-8           |
| Methoni          | 4209      | -               | 600 66      | 23530-4           |
| Paralia          | 4210      | Kal·lithea      | 601 00      | 23510-4           |
| Petra            | 4211      | Milia           | 601 00      | 23510-8           |
| Pierion          | 4212      | Ritini          | 601 00      | 23510-82          |
| Pidna            | 4213      | -               | 600 64      | 23510-7           |